# Estratelata

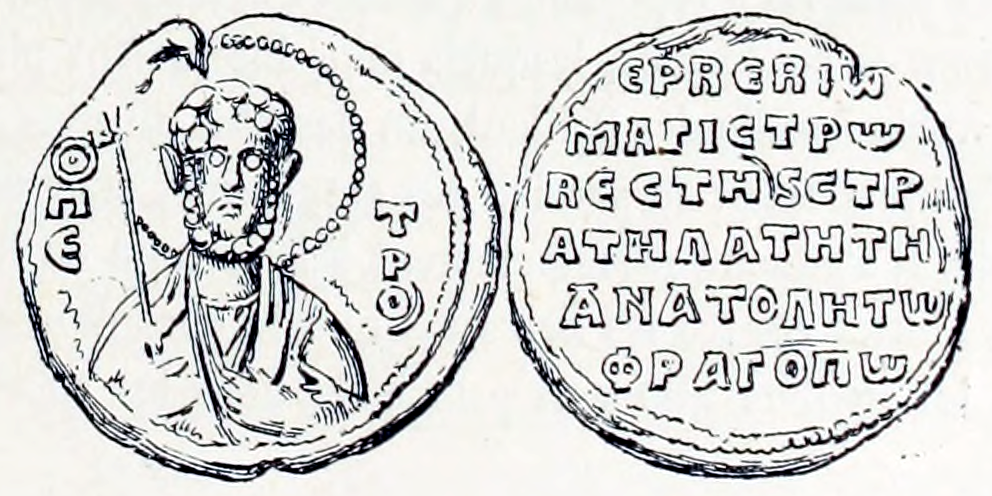
Sellos de los magístros, vestes y estrategas del Este Herve Frankopoulos

Estratelata (en griego: στρατηλάτης, romanizado: Stratēlatēs; "conductor; jefe del ejército") era un término griego para designar a un general, que también se convirtió en una dignidad honorífica en el Imperio bizantino. En el primer sentido, se aplicaba frecuentemente a santos militares, como Teodoro Estratelata.
En el Imperio romano tardío y el Imperio bizantino temprano el título se utilizó, junto con el previamente establecido estrategos, para traducir al griego el oficio de magister militum. En el siglo VI, sin embargo, la novela 90 del emperador Justiniano I da testimonio de la existencia de un título de nivel honorífico medio, que se clasificaba junto al prefecto del pretorio. Un protoestratelata ("primer estrateta") Teopempto está atestiguado en un sello del siglo VII, lo que probablemente indica la más alta dignidad entre toda la clase de estratata. Esta estrateta era una dignidad puramente honorífica, no vinculada a ningún cargo, y su prestigio disminuyó considerablemente durante los siglos VII y VIII: la evidencia sigilgráfica muestra que llegó a estar en manos de los funcionarios más bajos de la burocracia imperial, como los comerciantes (kommerkiarioi; supervisores de aduanas), fideicomisarios (kouratores; supervisores de establecimientos imperiales) y notarios (notarioi; secretarios imperiales).
A finales del siglo IX, estaba clasificado al final de la jerarquía de dignidades imperiales (junto con el prefecto del pretorio), como atestigua el Cletorológio de Filoteo. El Cletorológio también registra que la dignidad se confería mediante la concesión de un codicilo o diploma (en griego: χάρτης), de acuerdo con la práctica del siglo VI. En los siglos X-XI, el término volvió a su significado militar original, utilizándose como término para los generales de alto rango, incluidos los comandantes en jefe (el doméstico de las escolas) de Oriente y Occidente. Al mismo tiempo, sin embargo, está atestiguada en Asia Menor a finales del siglo X la presencia de un tagma (regimiento profesional) llamado estratelados, formado por el emperador Juan I Tzimisces.